# Mezquita de Odina
La Mezquita de Odina (también conocida como Mezquita Nasaf Katta Jome) es el monumento arquitectónico más antiguo conservado ubicado en la ciudad de Qarshi, región de Kashkadar. La mezquita está situada en el centro de la fortaleza Qarshi. Timur, durante su expedición de Samarcanda a Qarshi en 1385-1386, ordenó la construcción de esta mezquita.
Actualmente, la mezquita está ubicada en el distrito Odina de la "Ciudad Vieja" en Qarshi. Este monumento histórico ha sido incluido en la lista nacional de objetos no residenciales del patrimonio material y cultural de Uzbekistán, en virtud del decreto PQ-4068 del 19 de diciembre de 2018, relacionado con la mejora integral de las actividades de conservación de los objetos materiales y patrimonio cultural. Según el decreto emitido por el presidente de la República de Uzbekistán el 8 de octubre de 2020, en la Mezquita de Odina se estableció un museo conmemorativo dedicado a las víctimas de la masacre de Qataghan en 2021.

## Historia
Estudiosos de la historia como Boriboy Ahmedov y Mijaíl Masson, en sus obras, asocian la construcción de esta mezquita con el nombre de Timur. Después de la década de 1860, la mezquita de Odina fue desmantelada y sus materiales de construcción se utilizaron para otros fines. La cúpula y los restos de los minaretes se conservaron hasta 1914. Durante la era soviética, en la Mezquita de Odina se ubicaron varias oficinas y más tarde incluso se utilizó como almacén. En 1938, los alrededores de la mezquita fueron rodeados por un muro alto y se convirtió en una casa para detenidos. Una de las celdas de esta casa para detenidos albergaba a casi veinte personas. En relación con el 2700 aniversario de la ciudad de Qarshi, en 2004-2005 la casa de detenidos se trasladó más allá de los límites de la ciudad. La mezquita de Odina Jome servía principalmente para las oraciones de los viernes, así como para las oraciones durante Eid al-Fitr y Eid al-Adha, y las oraciones restantes (cinco diarias) se realizaban en las mezquitas locales.

## Arquitectura
Los lados de la mezquita de Odina se construyeron en una proporción de 50x40 metros. Los lugares de culto dentro de la mezquita son amplios y altos, con una pequeña cúpula en la parte superior y gruesas columnas de ladrillo conectadas entre sí a través de bóvedas. Hay un gran mihrab en el lado oeste de la mezquita. Alrededor del arco está escrita con letras doradas la oración "Ayatal Kursi" del Sagrado Corán. Hay siete canicas, en el lado derecho del mihrab, en las que se leyó el sermón durante las oraciones del viernes y del Eid.
Frente a la mezquita de Odina hay una pequeña plaza, si se suben siete escalones desde la plaza Registan ("Kovush Partav", el lugar desde donde se retira el Kovush). Antes de la llegada de los invasores zaristas, en la plaza había un pórtico, que también fue destruido por las balas de cañón. En 1914, durante la renovación de la fortaleza por parte de Said Olimjan, este pórtico también fue restaurado. Durante la renovación no fue posible restaurar la cúpula y los minaretes de la mezquita, que fueron destruidos. La piedra debajo de las columnas talladas del pórtico era de mármol, este lugar servía de entrada al edificio. El pórtico fue demolido después de 1920, cuando se abolió el Emirato de Bujará, en el primer año del gobierno de los Shuras.
En 2021, se asignaron del presupuesto 500 millones de sumas (más de 40 mil dólares) para mejorar el alcantarillado, la ventilación y el suministro de agua potable del Museo en Memoria de las Víctimas de la Revuelta, creado en la Mezquita de Odina por el gobernador de la región de Kashkadar.

## Nombres
La mezquita también es conocida en fuentes históricas como la "Mezquita Nasaf Katta Jome" (Masjid Kalon). Entre la gente, se la conoce comúnmente como la Mezquita de Odina. De esta mezquita se conservan tres documentos de dotación, redactados en 1924-1925. En estos documentos de dotación, la mezquita se menciona explícitamente como la "Mezquita de Odina".

## Descripción
En fuentes históricas, la mezquita de Odina se conoce como monumento histórico en Bujará con el nombre de "Mezquita Kalan". La cúpula exterior de la mezquita es alta y la elegante cúpula es visible desde la distancia. Algunos especulan que la Masjid Kalon de Bujará sirvió de modelo para la mezquita de Odina. Sin embargo, se cree que es de menor tamaño, con su mihrab orientado aproximadamente a 250° en dirección al polo norte.

## Galería

Galería
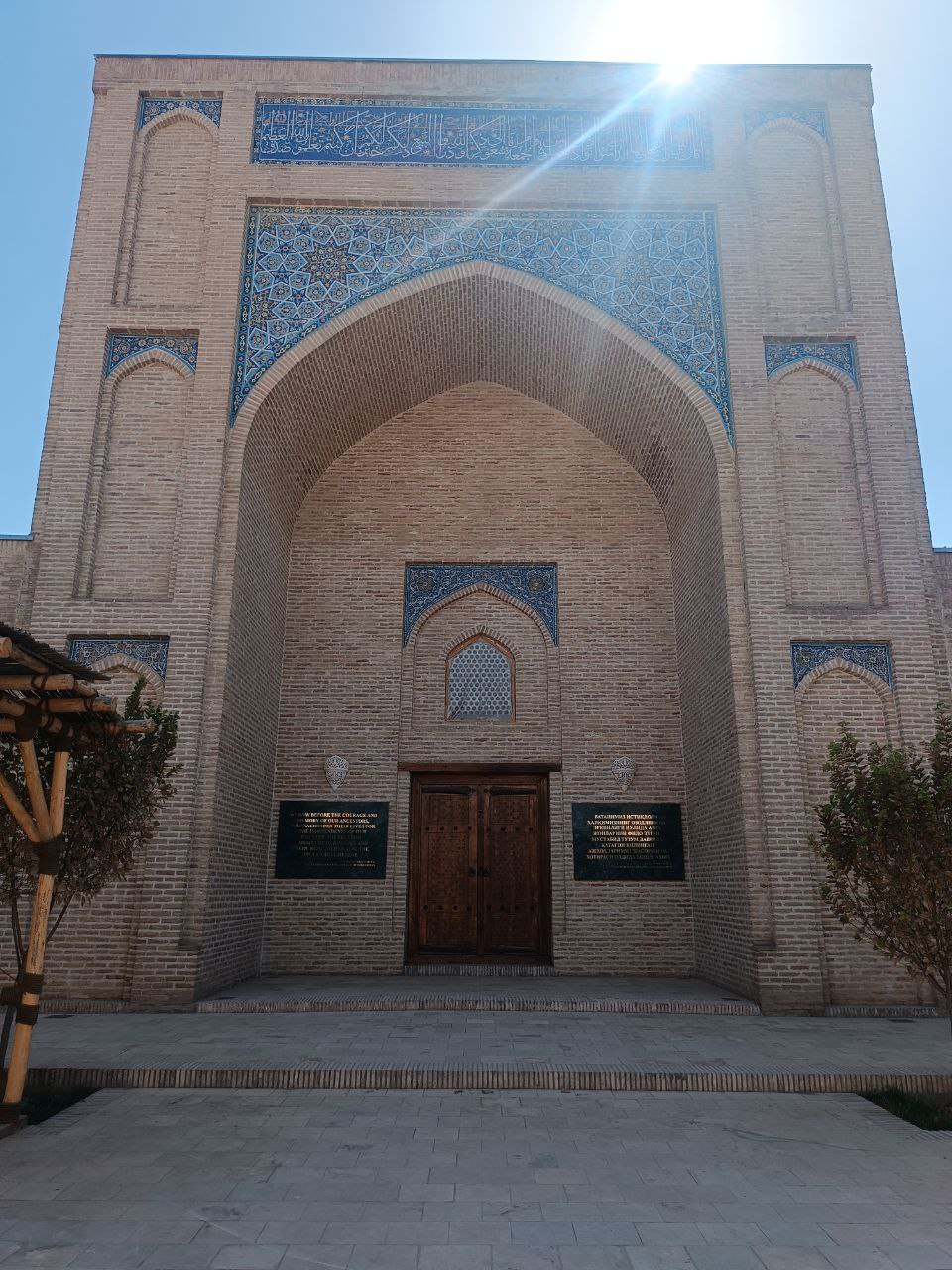
La entrada principal de la Mezquita de Odina
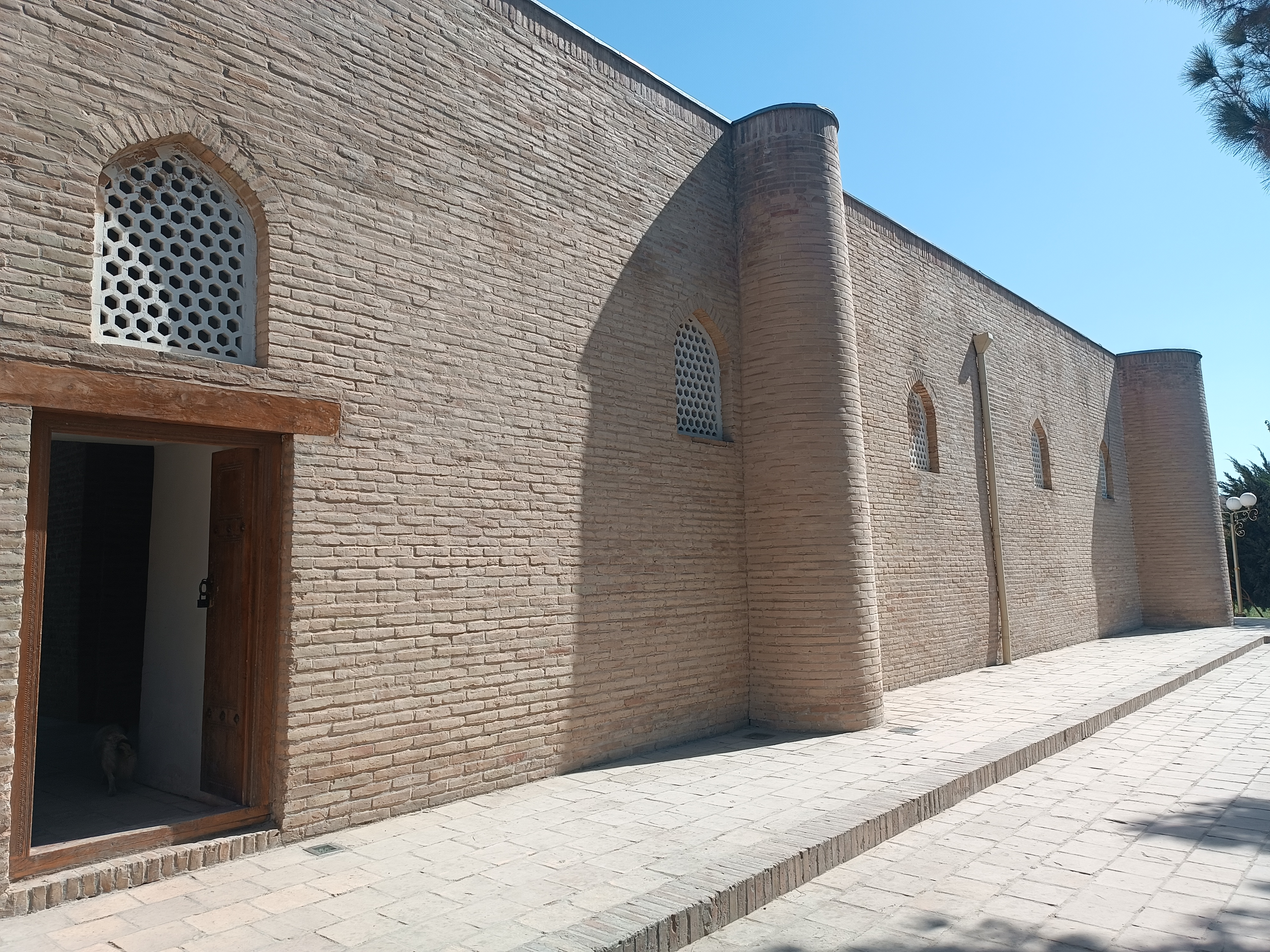
Una entrada adicional a la mezquita
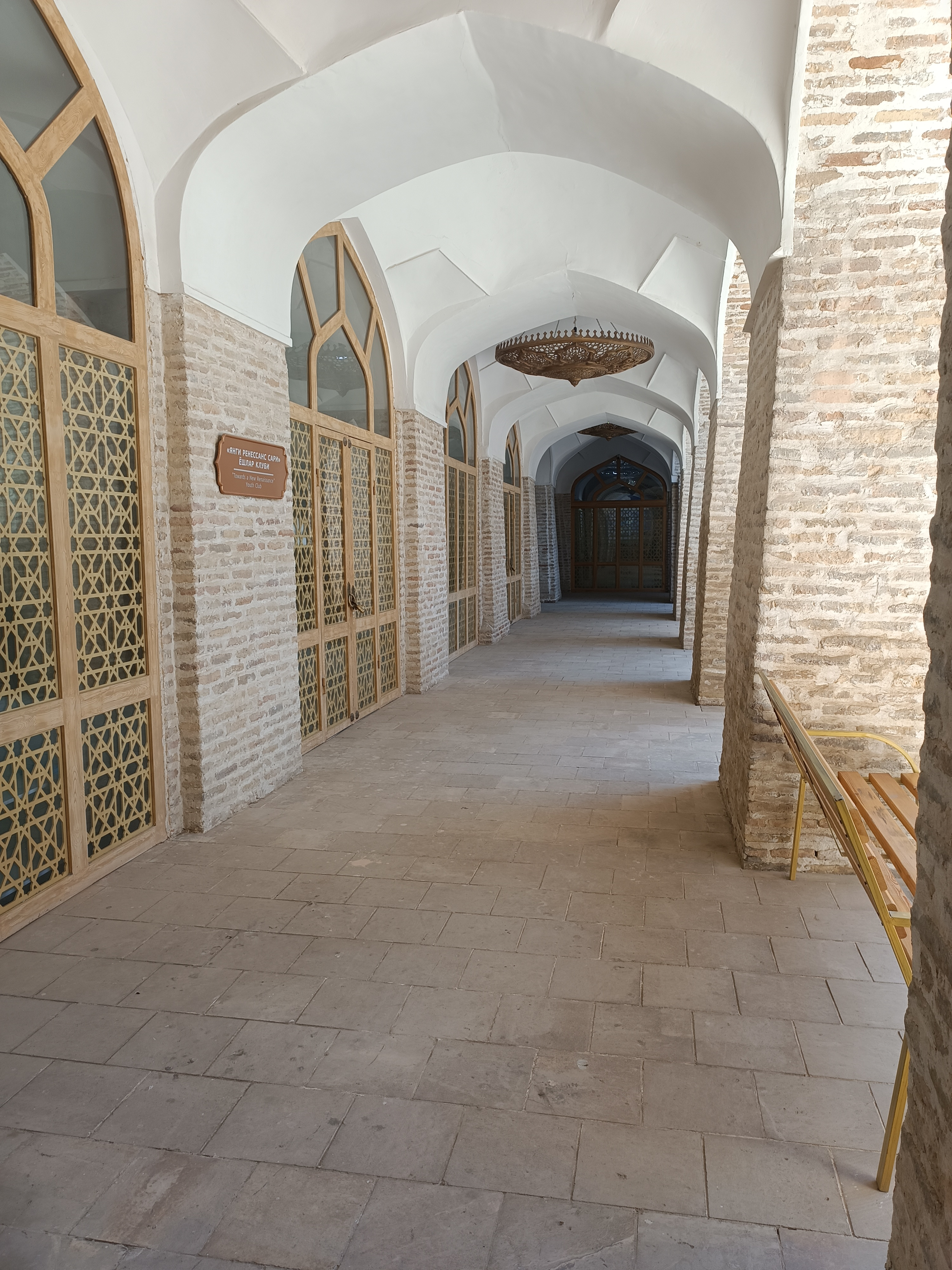
Parte del salón de la mezquita
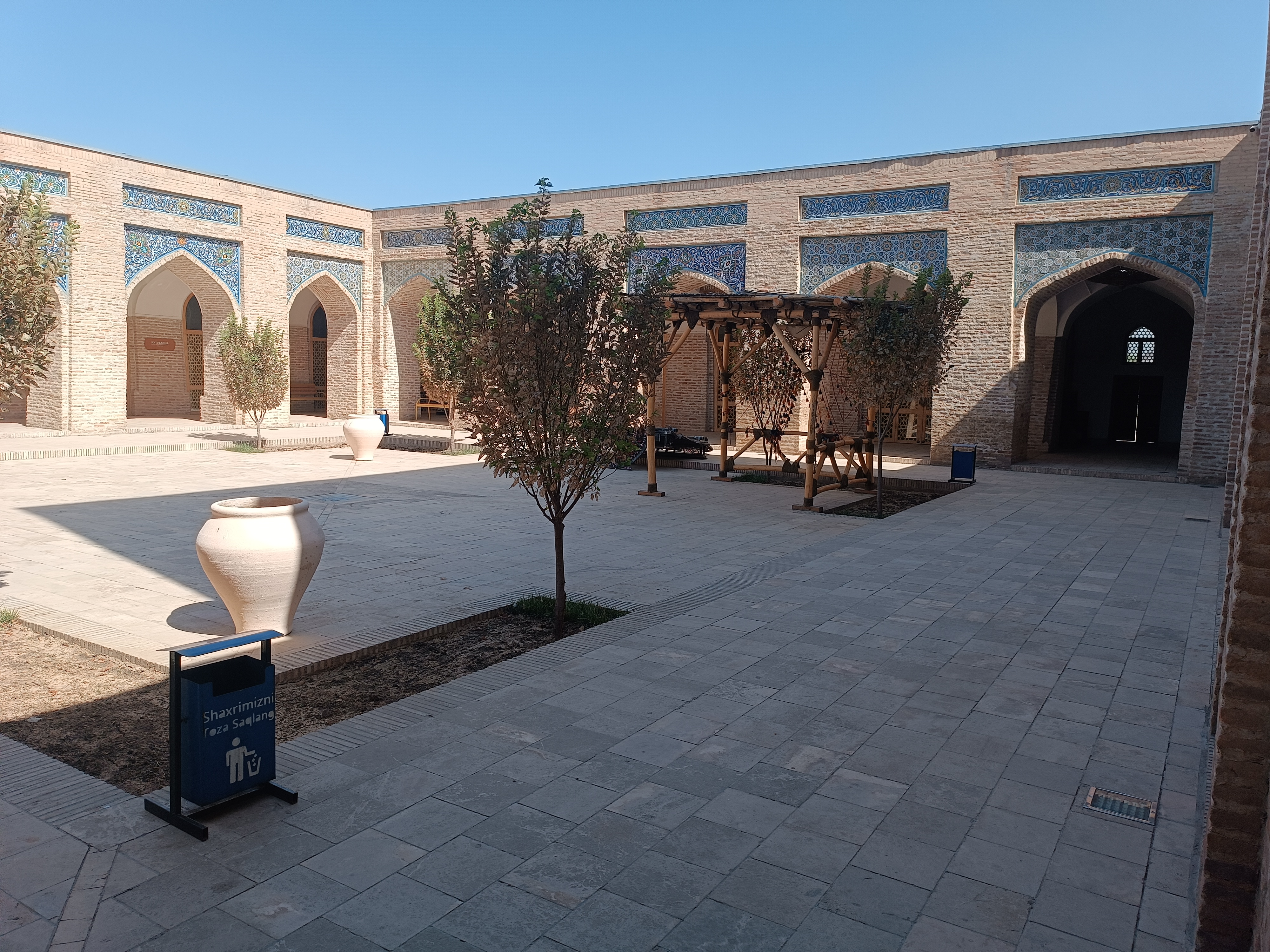
El patio de la mezquita
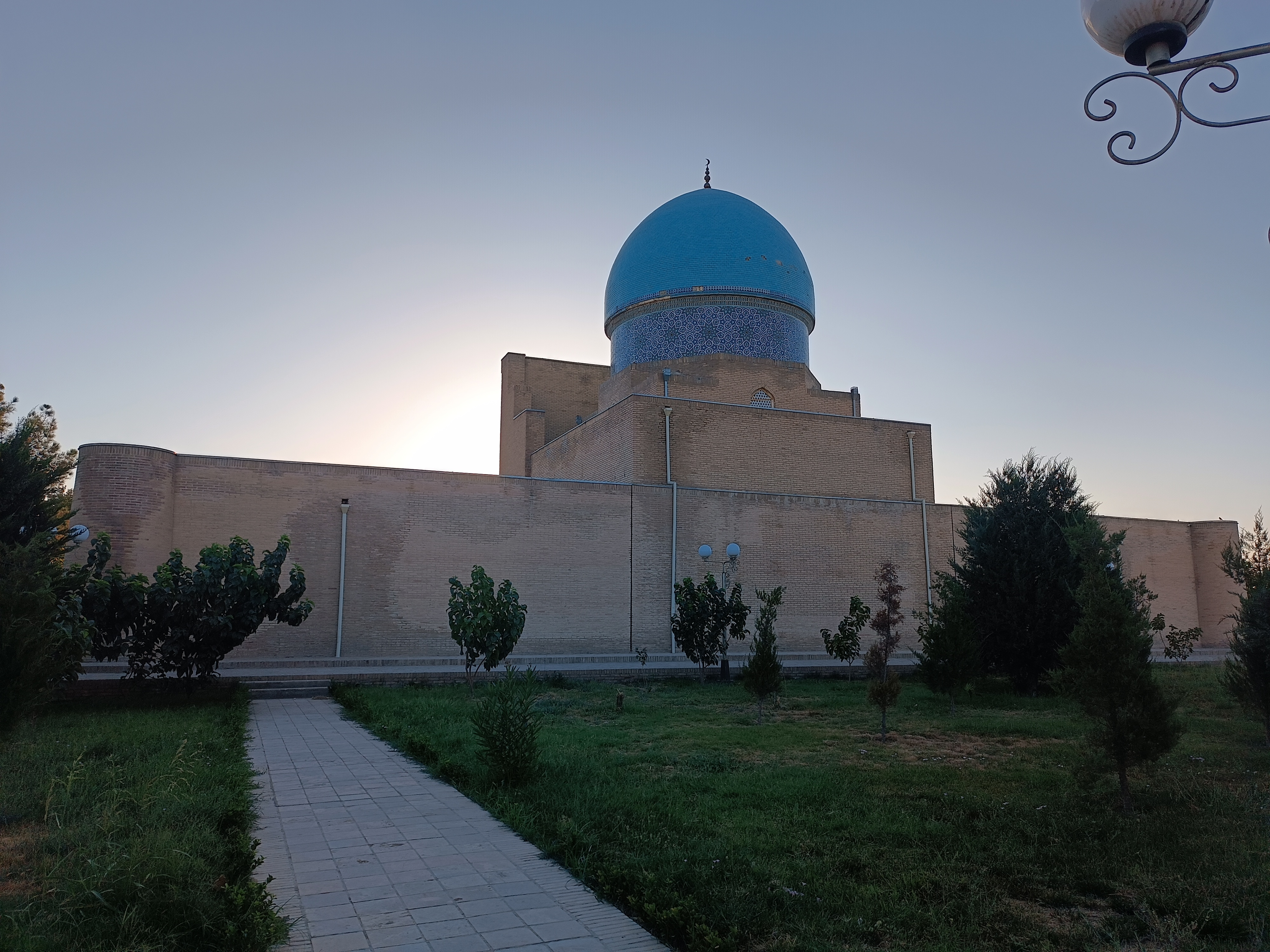
Vista trasera de la mezquita de Odina
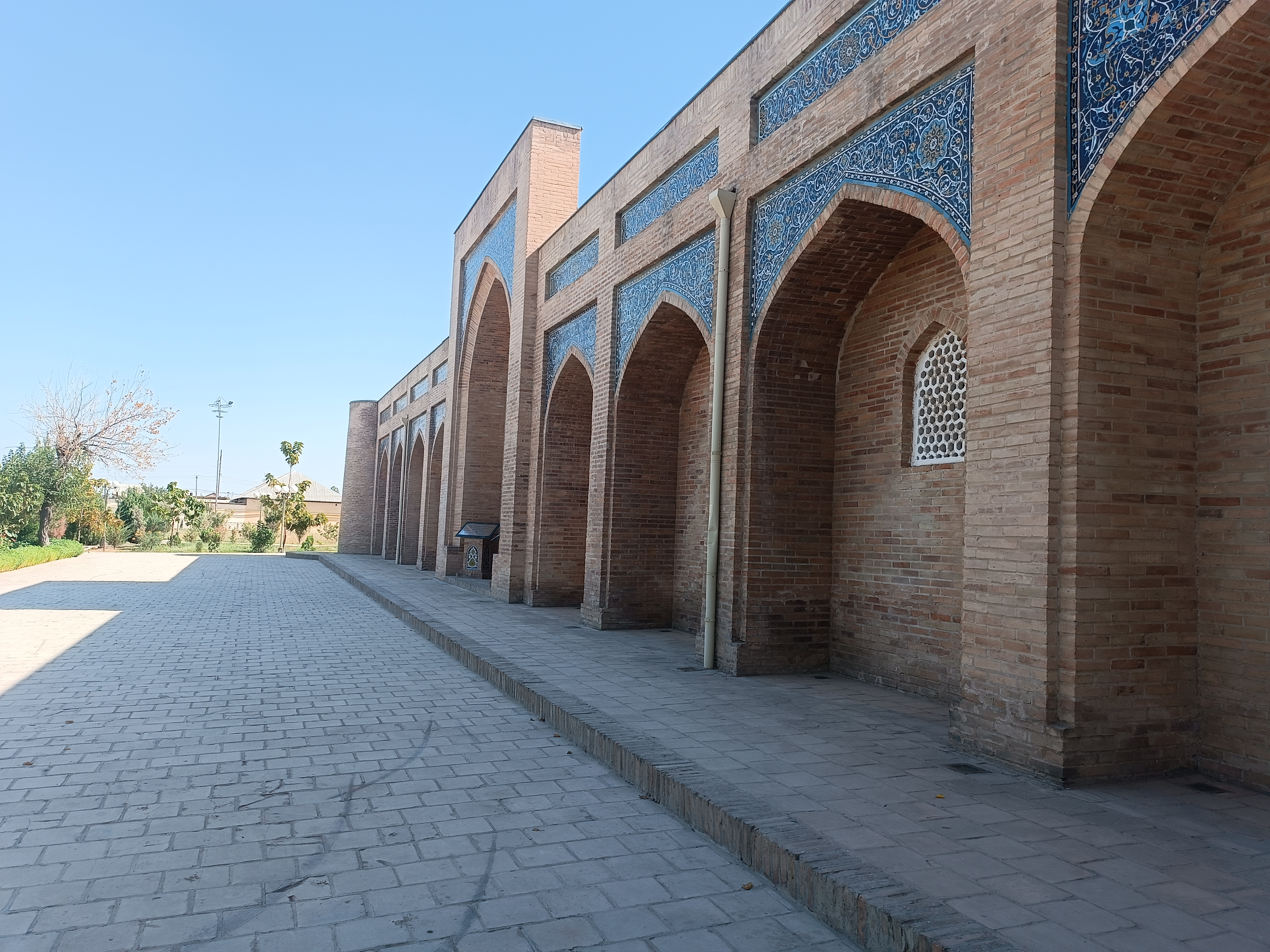
Vista de la entrada de la mezquita desde el noreste
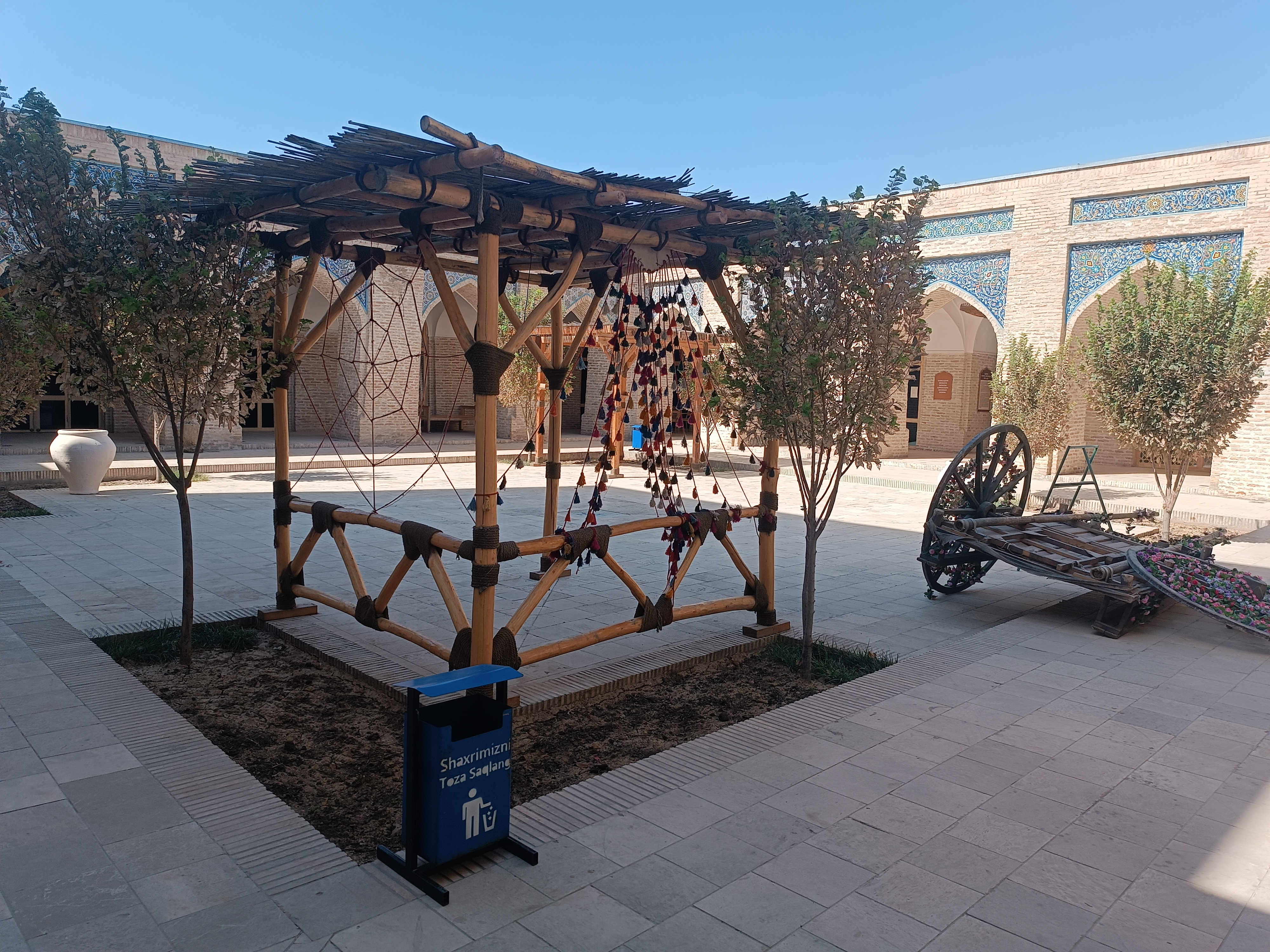
Vista del patio de la mezquita desde el lado noroeste

## Literatura
- Poyón Ravshanov. Historia de Qarshi. Tashkent: Editorial Nueva Generación, 2006 - 647 páginas. ISBN 5-633-01899-0.
- Nasriddinov K, Khujayarov U. Monumentos arquitectónicos de la ciudad de Qarshi. Tashkent: Generación de la nueva era, 2011 - 136 páginas. ISBN 978-9943-08-629-6.
- Abdusattor Jumanazar. Nasaf. Editorial de la Biblioteca Nacional de Uzbekistán que lleva el nombre de Alisher Navoi, 2007 - 204 páginas. ISBN 978-9943-06-029-6.